# کسبوا
کسبوا (به لاتین: Kesbewa) یک منطقهٔ مسکونی در سری‌لانکا است که در ناحیه کلمبو واقع شده‌است. کسبوا ۲۴۳٬۸۴۲ نفر جمعیت دارد.